# Ibrahim Mohamed (piłkarz)
Ibrahim Mohamed – nigeryjski piłkarz grający na pozycji obrońcy. W swojej karierze rozegrał 2 mecze w reprezentacji Nigerii.

## Kariera reprezentacyjna
W reprezentacji Nigerii Mohamed zadebiutował 5 marca 1984 roku w wygranym 2:1 grupowym meczu Pucharu Narodów Afryki 1984 z Ghaną. Na tym turnieju zagrał jeszcze w grupowym meczu z Malawi (2:2). Z Nigerią wywalczył wicemistrzostwo Afryki. Mecze w Pucharze Narodów Afryki były jego jedynymi rozegranymi w kadrze narodowej.